# Pallavolo ai Giochi della XX Olimpiade - Torneo femminile
Il III campionato di pallavolo femminile ai Giochi olimpici si è svolto dal 27 agosto al 7 settembre 1972 a Monaco di Baviera, in Germania, durante i Giochi della XX Olimpiade. Al torneo hanno partecipato 8 squadre nazionale e la vittoria finale è andata per la seconda volta consecutiva all'URSS.

## Gironi
| Girone A                                               | Girone B                                    |
| ------------------------------------------------------ | ------------------------------------------- |
| Corea del Sud Germania Ovest Ungheria Unione Sovietica | Corea del Nord Cecoslovacchia Cuba Giappone |

## Fase finale

### Finali 1º e 3º posto
|  | Semifinali       | Semifinali       | Semifinali       |                  |          | Finale 1º/2º posto | Finale 1º/2º posto | Finale 1º/2º posto |  |
|  |                  |                  |                  |                  |          |                    |                    |                    |  |
|  | Corea del Sud    | Corea del Sud    | 0                |                  |          |                    |                    |                    |  |
|  | Corea del Sud    | Corea del Sud    | 0                |                  |          |                    |                    |                    |  |
|  | Giappone         | Giappone         | 3                |                  |          |                    |                    |                    |  |
|  | Giappone         | Giappone         | 3                |                  | Giappone | Giappone           | 2                  |                    |  |
|  |                  |                  |                  |                  | Giappone | Giappone           | 2                  |                    |  |
|  |                  |                  | Unione Sovietica | Unione Sovietica | 3        |                    |                    |                    |  |
|  | Unione Sovietica | Unione Sovietica | Unione Sovietica | Unione Sovietica | 3        | 3                  |                    |                    |  |
|  | Unione Sovietica | Unione Sovietica |                  |                  |          | 3                  |                    |                    |  |
|  | Corea del Nord   | Corea del Nord   | 1                |                  |          | Finale 3º/4º posto | Finale 3º/4º posto | Finale 3º/4º posto |  |
|  | Corea del Nord   | Corea del Nord   | 1                |                  |          |                    |                    |                    |  |
|  |                  |                  |                  |                  |          |                    |                    |                    |  |
|  |                  |                  |                  |                  |          | Corea del Sud      | Corea del Sud      | 0                  |  |
|  |                  |                  |                  |                  |          | Corea del Sud      | Corea del Sud      | 0                  |  |
|  |                  |                  |                  |                  |          | Corea del Nord     | Corea del Nord     | 3                  |  |

### Finali 5º e 7º posto
|  | Semifinali     | Semifinali     | Semifinali     |                |                | Finale 5º/6º posto | Finale 5º/6º posto | Finale 5º/6º posto |  |
|  |                |                |                |                |                |                    |                    |                    |  |
|  | Germania Ovest | Germania Ovest | 0              |                |                |                    |                    |                    |  |
|  | Germania Ovest | Germania Ovest | 0              |                |                |                    |                    |                    |  |
|  | Cuba           | Cuba           | 3              |                |                |                    |                    |                    |  |
|  | Cuba           | Cuba           | 3              |                | Cecoslovacchia | Cecoslovacchia     | 3                  |                    |  |
|  |                |                |                |                | Cecoslovacchia | Cecoslovacchia     | 3                  |                    |  |
|  |                |                | Germania Ovest | Germania Ovest | 0              |                    |                    |                    |  |
|  | Ungheria       | Ungheria       | Germania Ovest | Germania Ovest | 0              | 3                  |                    |                    |  |
|  | Ungheria       | Ungheria       |                |                |                | 3                  |                    |                    |  |
|  | Cecoslovacchia | Cecoslovacchia | 2              |                |                | Finale 7º/8º posto | Finale 7º/8º posto | Finale 7º/8º posto |  |
|  | Cecoslovacchia | Cecoslovacchia | 2              |                |                |                    |                    |                    |  |
|  |                |                |                |                |                |                    |                    |                    |  |
|  |                |                |                |                |                | Cuba               | Cuba               | 2                  |  |
|  |                |                |                |                |                | Cuba               | Cuba               | 2                  |  |
|  |                |                |                |                |                | Ungheria           | Ungheria           | 3                  |  |

## Podio

### Campione
Formazione: 1 Smoleyeva, 2 Tretyakova, 3 Tyurina, 4 Ryskal, 5 Salikhova, 6 Sarycheva, 7 Gonobobleva, 8 Kudreva, 9 El'nickaja, 10 Borozna, 11 Meščerjakova, 12 Duyunova, CT: -

### Secondo posto
Formazione: Matsumura, Iida, Okamoto, Shirai, Furukawa, Hama, Iwahara, Oinuma, Shimakage, Shiokawa, Yamashita, Yamazaki, CT: -

### Terzo posto
Formazione: 1 Ri, 2 Kim M.s., 3 Kim J.b., 4 Kang, 5 Kim U.j., 6 Hwang, 7 Chang, 8 Paek, 9 Ryom, 10 Kim S.d., 11 Chong, CT: -

## Classifica finale
| Classifica | Squadre          | Qualificazioni             |
| ---------- | ---------------- | -------------------------- |
|            | Unione Sovietica | Giochi della XXI Olimpiade |
|            | Giappone         |                            |
|            | Corea del Nord   |                            |
| 4          | Corea del Sud    |                            |
| 5          | Ungheria         |                            |
| 6          | Cuba             |                            |
| 7          | Cecoslovacchia   |                            |
| 8          | Germania Ovest   |                            |